# 三輪滋
三輪 滋（みわ しげる、1941年 - ）は、日本のイラストレーター、作家。愛知県生まれ。

## 経歴・人物
名古屋市立工芸高等学校産業美術科卒業。1965年上京し、百貨店宣伝課、デザイン制作会社に勤務ののち、1970年独立。1977年「ステンドグラスの中の風景」で文学界新人賞受賞。その後もイラストレーターとして活動。日宣美展奨励賞。
三才ブックスの雑誌『ゲームラボ』の表紙イラストを1994年から2010年3月号まで15年にわたり担当した。

## 作品リスト

### 絵本
- 『たいようの きゅうでん』 作・絵 学研 1981年10月 / 復刊ドットコム、2014年10月
- 『もりのひみつ』 作・絵 学研 1986年
- 『宇宙人のカバン』 作・絵 くもん出版 1987年2月

### 雑誌掲載作品
- 「ステンドグラスの中の風景」 - 『文學界』1977年12月号
- 「アダムとイブの子供たち」 - 『週刊宝石』2巻8号（1982年2月）

### イラスト担当
- 『赤い家の秘密 黄色いへやのなぞ』A・A・ミルン、ガストン・ルルー 神宮輝夫訳、あかね書房、1964年
- 『魔女のかくれ家・二つの腕輪』ジョン・ディクスン・カー 内田庶訳、あかね書房、1964年
- 『逃げたロボット』レスター・デル・レイ 中尾明訳、岩崎書店、1968年
- 『合成怪物』ニール・R・ジョーンズ 半田倹一訳、あかね書房、1981年3月
- 『ブレーメンの音楽隊』浦沢公二、公文数学研究センター、1981年
- 『鬼の面をかぶった娘』片岡輝、公文数学研究センター、1981年7月
- 『ほんとは』片岡輝、ばるん舎、1981年
- 『どうして』片岡輝、ばるん舎、1982年
- 『ほしになったイルカ』古山広子、童心社、1982年
- 『のろわれた沼の秘密』フィリス・A・ホイットニー 白木茂訳、あかね書房、1982年8月
- 『ゆきのよる』伊藤左千夫・文 学研、1983年2月
- 『母から子へのうた絵本 第4集』民主音楽協会、1989年3月
- 『うまれるいのちつながるいのち 生と性を見つめよう』きくちさかえ、実業之日本社、2003年2月
- 『おばあちゃん ; ひとり ; せんそうごっこ』谷川俊太郎 プラネットジアース、2006年3月